# Brasões de antigos territórios portugueses
Este artigo trata dos brasões de armas dos antigos territórios portugueses de 1935 a 1999/2002 e de alguns territórios portugueses de épocas mais remotas.

## Antigas colónias
Os brasões das antigas colónias seguiam o seguinte padrão: a dextra, composta de prata com cinco escudetes de azul, cada um com cinco besantes de prata em aspa; e a ponta, de prata com cinco ondas de verde - pretendiam simbolizar a ligação à metrópole. A sinistra era de uma composição intrínseca ao território em questão.
| Brasão | Território          | Descrição | Significado |
| ------ | ------------------- | --- | --- |
|        | Angola              | Em campo de púrpura, um elefante e uma zebra.                                                                                 | Os dois animais fazem referência à formação colonial de Angola, sendo que o elefante foi tirado do brasão de Benguela, e a zebra faz, provavelmente, referência a Luanda, pois estas duas cidades foram as primeiras a serem fundadas pelos portugueses.[carece de fontes?] |
|        | Cabo Verde          | Em campo de verde, uma nau de quatro mastros de ouro com vela de prata, sobre três ondas de verde em prata.                   | |
|        | Estado da Índia     | Em campo de ouro, uma roda de tortura em negro com oito lâminas e uma torre vermelha.                                         | Alusão ao martírio de Santa Catarina. |
|        | Guiné Portuguesa    | Em campo de negro, um ceptro de ouro com uma cabeça de africano.                                                              | Alusão ao ceptro utilizado por D. Afonso V, rei de Portugal à época da exploração da região. |
|        | Macau               | Em campo de azul, um dragão chinês de ouro, armado e linguado de vermelho com um dos escudetes do brasão português na dextra. | |
|        | Moçambique          | Em campo de prata, sete flechas verdes apontadas para baixo, amarradas por uma fita vermelha.                                 | |
|        | São Tomé e Príncipe | Em campo de vermelho, gotado de azul, uma roda de engenho-de-açúcar dourada.                                                  | |
|        | Timor Português     | Em campo gironado de prata e negro, uma cruz florida em contraste, carregada com um dos escudetes da dextra.                  | Cruz igual àquela que simboliza a ordem dos Dominicanos, responsáveis em grande parte pela colonização de Timor. |

## Brasões anteriores a 1935
| Brasão | Território | Descrição | Significado                                                                                                   |  |
| ------ | ---------- | --- | --- |  |
|        | Macau      | O primeiro brasão de Macau era composto das armas reais portuguesas em escudo de prata, e em volta o letreiro: "Cidade do nome de Deus, não há outra mais leal". | |  |
|        | Macau      | Em campo de negro, um dragão. | Dragão semelhante ao encontrado nas bandeiras do Império Chinês, anterior a 1911.[carece de fontes?]          |  |
|        | Moçambique | Em campo de prata, franchado de vermelho, uma esfera armilar de ouro.                                                                                            | Símbolo de D. Manuel I, durante reinado no qual os portugueses chegaram à África Oriental.[carece de fontes?] |  |

## Territórios pertencentes a Portugal antes do século XX
| Brasão | Território                        | Descrição | Significado |
| ------ | --------------------------------- | --- | --- |
|        | Bahia                             | Em escudo redondo português em campo de prata, uma pomba com um ramo de oliveira no bico.                                                              | O símbolo remete à história dos primeiros tempos de colonização da região do atual estado da Bahia. Sua gradual ocupação pelo donatário Francisco Pereira Coutinho desencadeou violentos conflitos na área. Segundo a historiografia e livros de heráldica da época, o símbolo da pomba foi adotado em razão de se ter fundado a capital, Salvador, e esta ter trazido a paz e reconciliação àquela parte do Brasil. |
|        | Benguela                          | Em escudo redondo de dourado, um elefante-africano em prata.                                                                                           | Simboliza força e também faz alusão ao comércio de marfim local, importante fonte de renda da colônia. |
|        | Brasil                            | Em escudo redondo de prata, um pau-brasil de verde e uma cruz latina negra.                                                                            | Uma junção dos dois símbolos que deram nomes a essa terra: Vera Cruz e Brasil. |
|        | Ceilão                            | Em campo de prata, a geografia da ilha, com montanhas e palmeiras, tendo um elefante-asiático ao centro.[carece de fontes?]                            | Simboliza a força.[carece de fontes?] |
|        | Dili                              | Feixe de quatro alabardas de prata e uma lança de ouro, amarradas com uma fita azul                                                                    | |
|        | Funchal                           | Em escudo redondo de campo azul, cinco pães de açúcar em prata, tendo um arpão em tenné, com ponta dourada ao centro do escudo.                        | |
|        | Goa                               | Em campo de vermelho, uma mitra dourada, uma roda de azenha em tenné com oito pás e uma torre em prata.                                                | Alusão ao martírio de Santa Catarina. |
|        | Golfo da Guiné (Guiné Equatorial) | Em escudo redondo de prata, em primeiro plano uma Bombax, ou árvore-deus, desenraizada, tendo por fundo uma cena natural da região.[carece de fontes?] | Foi sob uma dessas árvores onde se assinou o primeiro tratado entre Portugal e o governante local. Curiosamente tal escudo sobrevive como emblema oficial da independente Guiné Equatorial, sofrendo mínimas modificações.[carece de fontes?] |
|        | Ilha de Moçambique                | Em campo de prata, um feixe de sete flechas de verde, atadas por uma fita de vermelho, em contrachefe duas palmas de verde.                            | Tudo em alusão ao martírio de São Sebastião, patrono da Ilha de Moçambique. |
|        | Salsete                           | Em escudo redondo de prata, uma roda de azenha em tenné com oito pás. Dentro da roda, o brasão de Portugal, em escudo redondo.                         | Alusão ao martírio de Santa Catarina. |
|        | Ilha de Santiago                  | Sobre escudo redondo de prata, dois ramos cruzados de purgueira e quatro castanhas dispostas em cruz.                                                  | |
|        | Sergipe                           | Em escudo redondo de vermelho, um sol dourado com uma face humana ao centro.[carece de fontes?]                                                        | |
|        | Terceira                          | Em escudo redondo de prata, uma Cruz de Cristo ao centro, tendo, ao pé desta, dois açores.                                                             | |

## Invasões estrangeiras ao território da colônia portuguesa do Brasil

### Nova Holanda
Os brasões a seguir foram criados pela administração de Maurício de Nassau, durante o período em que os Países Baixos dominaram parte do nordeste brasileiro. Tais símbolos foram solicitados pelas Câmaras de Justiça locais para selarem seus papéis com emblemas próprios.
| Brasão | Território          | Descrição | Significado |
| ------ | ------------------- | --- | --- |
|        | Alagoas             | Em escudo redondo de prata, três tainhas postas em pala.                                                                                                | Significava a fartura do pescado. |
|        | Itamaracá           | Em escudo redondo de prata, três cachos de uvas. | |
|        | Pernambuco          | Em escudo redondo de prata, uma donzela com uma cana-de-açúcar na mão direita, olhando sua imagem refletida em um espelho seguro por sua mão esquerda.  | Simbolizava a verdade. |
|        | Rio Grande do Norte | Em escudo redondo de dourado, uma ema, ave caraterística da região, tendo a seus pés três ondas em azul, branco e azul.                                 | |
|        | Paraíba             | Em escudo redondo de azul, seis torrões de pão-de-açúcar dourados.                                                                                      | Alusão à produção de açúcar, principal atividade econômica da região à época. |
|        | Sergipe             | Formado pela figura de um sol ao estilo heráldico, na parte superior do escudo, contendo na base três coroas douradas, dispostas em arranjo triangular. | O sol, vulgarmente chamado de o “astro-rei”, representa o nome da região, conhecida na época por Sergipe d’El Rey. As coroas podem se referir à conquista armada empreendida por Nassau naquela parte da capitania. |
|        | Porto Calvo         | Em escudo redondo de prata, três montes, representando as serras                                                                                        | É a principal característica geográfica, que serviu de entrave desde os primórdios da colonização na região. |
|        | Sirinhaém           | Em escudo redondo de goles, um cavalo branco. | Alude, provavelmente, aos excelentes animais de cela criados naquela comarca. |
|        | Igarassu            | Em escudo redondo de prata, três caranguejos (aratus) dispostos em roquete.                                                                             | Referência à abundância desse crustáceo naqueles manguezais. |

### França Equinocial
Provavelmente o primeiro Brasão conferido ao Maranhão foi instituído pelo rei Luís XIII, durante o período da França Equinocial, onde, a região que compreende o norte do Estado fora tomada e colonizada por franceses que fundaram a cidade de São Luís por Daniel de La Touche.
| Brasão | Território | Descrição | Significado |
| ------ | ---------- | --- | --- |
|        | Maranhão   | Sol das Índias ladeado pelas flores de lís da França, com lema: Indis sol splendet, splendescunt lilia Gallis. | A flor de lis é um emblema tradicional da monarquia francesa, que indica a fidelidade à coroa e o sol é um elemento comum nos brasões franceses, que expressam a ideia do “rei-sol”, ou seja, um monarca absoluto e iluminado. |